# Daniel Kessner
Daniel Aaron Kessner (Los Angeles, 3 juni 1946) is een Amerikaans componist, muziekpedagoog, dirigent en fluitist.

## Levensloop
Kessner studeerde muziektheorie, compositie, orkestdirectie en dwarsfluit aan de Universiteit van Californië in Los Angeles bij onder andere Henri Lazarof en behaalde daar zijn Bachelor of Music en zijn Master of Music. Hij voltooide zijn studies ook aan dit instituut en promoveerde in 1971 tot Ph.D. (Philosophiæ Doctor).
Vanaf 1970 was hij als docent verbonden aan de California State University in Northridge. In 2006 ging hij met pensioen en werkt sindsdien als professor emeritus.
Kessner was lange tijd zowel klarinettist als fluitist in kamermuziekensembles, maar legde zich de laatste jaren vooral toe op concerten en recitals als fluitist (dwarsfluit, altfluit en basfluit). Daarbij verzorgde hij onder andere optredens tijdens het Festival de Música Contemporánea de El Salvador (1996), in Céret, Constanța, Kroměříž en Darmstadt, bij de Portsmouth District Composers' Alliance in Londen, aan het "Brooklands College" in Weybridge, de Hochschule für Musik Trossingen in Trossingen, het Goethe-Institut Inter Nationes in Prien am Chiemsee, in de Église Saint-Merri en de Amerikaanse kerk in Parijs, tijdens de Interensemble concert series in Padua, aan de Technisch-natuurwetenschappelijke Universiteit van Noorwegen in Trondheim, aan de Universidade do Minho in Braga, het Conservatório de Música do Porto in Porto en in de Clube Literário do Porto eveneens in Porto.
Als gastdirigent werkte hij met verschillende orkesten in binnen- en buitenland, zoals het Black Sea Philharmonic en het Black Sea New Music Ensemble in Constanţa, de Los Angeles Philharmonic New Music Group, het Eastman Wind Ensemble en het Orquestra da Universidade do Minho. Hij was in 1970 oprichter en lange tijd dirigent van The Discovery Players, voorheen het New Music Ensemble of the California State University in Northridge (Californië), waarmee hij meer dan 100 concerten verzorgde. Sinds 2010 is hij dirigent van het ensemble TEMPO (The Epicenter Music Performance Organization).
Daniel Kessner is een succesvol componist en schrijft werken voor verschillende genres. Hij ontving talrijke prijzen zoals de Broadcast Music Prize in New York (1970 en 1971), de Premio di composizione Regina Maria Josè (1972), de California State University Northridge (CSUN) President's Associates Prizes for Creative Achievement (1975, 1989, 1994, 2001); verder een prijs tijdens een internationale competitie, gesponsord door De Nederlandse Operastichting, het Utrechts Symfonie Orkest, de Stichting Gaudeamus en het Holland Festival in Amsterdam in 1980 en de Music08/eighth blackbird Composition Competition 2008 in Cincinnati.

## Composities

### Werken voor orkest
- 1971: - Strata, voor orkest
- 1973: - Mobile, voor orkest
- 1979: - Romance - Orchestral Prelude nr. 1, voor orkest
- 1981: - Raging - Orchestral Prelude nr. 2, voor orkest
- 1984-1986: - Concert, voor piano en orkest
- 1991: - Breath, voor cello en orkest
- 1994: - Lyric Piece, voor piano en orkest
- 1996: - Icoane Româneşti (Images of Romania), voor spreker en orkest
- 1998: - Celebrations, voor dwarsfluit en orkest
- 2001: - River of Time, voor orkest
- 2004-2005: - Interconcerto, voor hobo, klarinet en orkest
- 2006: - Les Nymphéas (l'ensemble de l'Orangerie), voor strijkorkest
- 2006: - Singing Together, voor jeugdorkest
- 2009: - Romp, voor piano en orkest
- 2011: - Sinfonia Breve, voor orkest
- 2013: - Concert, voor hobo en strijkorkest

### Werken voor harmonieorkest
- 1973: - Wind Sculptures, voor harmonieorkest
- 1973: - Variations for Symphonic Band
- 1984-1985: - Sky Caves, voor harmonieorkest
- 1996: - Symphonic Mobile II, voor harmonieorkest
- 1999: - Balkan Dance, voor harmonieorkest
- 2004-2005: - Interconcerto, voor hobo, klarinet en harmonieorkest
- 2006: - Celebrations, voor dwarsfluit en harmonieorkest
- 2007: - Les Nymphéas (l'ensemble de l'Orangerie), voor harmonieorkest
- 2012: - Ballade nr. 1, voor harmonieorkest
- 2013: - Ballade nr. 2, voor harmonieorkest

### Muziektheater

#### Toneelmuziek
- 1975-1978: - The Telltale Heart, monodrama voor tenor en kamerorkest
- 1979: - The Masque of the Red Death, een sprookje in muziek, dans en lichteffecten - tekst: naar Edgar Allan Poe
- 1980-1982: - Texts for Nothing, een muzikaal-literarisch toneelstuk voor sopraan, dwarsfluit, trombone, altviool en cello - tekst: Samuel Beckett

### Vocale muziek

#### Cantates
- 2000: - In the Center, kamer-cantate voor sopraan, strijkers en piano
- 2001: - On a Mountain - Cantata nr. 2, cantate voor sopraan, bariton, gemengd koor en orgel

#### Werken voor koor
- 1970: - Madrigals, voor gemengd koor en orgel
- 1974: - Ritual Music, voor kamerkoor en slagwerk
- 1978: - Alea-luia, voor gemengd koor a capella
- 1990: - Tre Solfeggi per Coro, voor gemengd koor a capella

#### Liederen
- 1988: - Two Old English Songs, voor sopraan, dwarsfluit, altviool en gitaar
- 2007: - Tornando al Mare (Returning to the Sea), voor sopraan en piano

### Kamermuziek
- 1968: - Ensembles, voor viool, klarinet en harp
- 1968-1969: - Equali I, voor 4 dwarsfluiten, viool, altviool, cello en contrabas
- 1970: - Equali II, voor piano/celesta en 3 slagwerkers
- 1971: - Interactions, voor dwarsfluit, cello, piano en bandrecorder
- 1972: - Chamber Concerto nr. 1, voor hoge zangstem, blokfluit, hobo, strijkkwartet, piano en slagwerk
- 1972: - Nebulae: Equali III, voor strijktrio, 2 gitaren en klavecimbel
- 1975: - Movements from A, voor viool en piano
- 1975: - Six Aphorisms, voor klarinet en gitaar
- 1975: - Solennité, voor altfluit, viool en slagwerk - ook in een versie voor basfluit, altviool en slagwerk
- 1976: - Trio, voor viool, gitaar en cello
- 1976: - Triform: Variations, voor klarinet, cello en piano
- 1977: - Equali IV, voor koperkwintet
- 1977-1982: - Equali V, voor 6 hoorns
- 1980: - Ancient Song, voor altblokfluit, altviool en geprepareerde gitaar
- 1980: - Chamber Concerto nr. 3, voor piano, altfluit, althobo, basklarinet, fagot, strijkkwintet (of strijkorkest)
- 1981-1982: - Circling, voor klarinet en piano
- 1983: - Arabesque, voor altsaxofoon en vibrafoon
- 1984: - Incantations, voor trombone en slagwerk
- 1985: - Circle Music I, voor piano en solo instrument (dwarsfluit, hobo, klarinet, viool of altviool)
- 1985: - Circle Music II, voor dwarsfluit en gitaar
- 1986: - Circle Music I-B, voor contrabas en piano
- 1988: - Droning, voor klarinet en altviool
- 1989: - Chamber Concerto nr. 4, voor blaaskwintet en strijkkwintet
- 1991-1992: - Lament, voor klarinet en bandrecorder
- 1992: - Chamber Concerto nr. 5, voor klarinet, hoorn, fagot en strijkkwintet
- 1993: - Shades of Pastel, voor altfluit en geprepareerde gitaar
- 1993: - Simple Motion, voor altfluit en piano
- 1993: - Dueling, voor altviool en cello
- 1994-1995: - Chamber Concerto nr 6A - "Speed Games", voor dwarsfluit (ook altfluit), althobo, viool, altviool, cello en piano
- 1995: - Symphonic Mobile I, voor 6 dwarsfluiten (ook 2 piccolo's), 2 altfluiten en basfluit
- 1996: - Cantiones Duarum Vocum, voor 2 instrumenten vanuit het gelijke register
- 1997: - Chamber Concerto nr. 7, voor 2 trompetten, 3 hoorns, trombone, bastrombone, eufonium en tuba
- 1997: - Dances, voor klarinet en gitaar
- 1997: - Tous les matins ..., voor basfluit solo
- 2000: - Prière et Scherzo, voor basfluit en piano
- 2000-2001: - Nuance, voor basfluit en altviool
- 2001: - Stream, voor basfluit/altfluit/dwarsfluit en klavecimbel
- 2002: - Genera, voor dwarsfluit/altfluit/basfluit en klarinet/basklarinet
- 2003: - Chamber Concerto nr. 7B, voor dwarsfluit, hobo, klarinet, fagot en strijkkwintet
- 2003-2004: - Micro-Images, voor dwarsfluit solo
- 2006: - Natural Cycles, voor basfluit en piano
- 2008: - Poème exotique, voor dwarsfluit en piano
- 2008: - Sonatina Bassa, voor basfluit en piano
- 2008: - Flight, voor klarinet solo
- 2009: - Idyll, voor hobo solo
- 2009: - Epigraph Sonata, voor dwarsfluit en piano
- 2010: - Macro-modal Suite, voor dwarsfluit en dubbel digitaal toetsenbord
- 2011: - A Serene Music, voor klarinet solo
- 2011: - A Tempo, voor dwarsfluit, klarinet (ook basklarinet), viool, cello, marimba/xylofoon en piano
- 2012: - Sonate, voor viool en piano
- 2012: - Tableaux, voor basfluit en gitaar
- 2013: - Symphony in Silver, voor fluitensemble (10 spelers)
- 2013: - Alto Rhapsody, voor altfluit en piano
- 2014: - Symphony in Gold, voor 4 altfluiten en 2 basfluiten

### Werken voor piano
- 1987: - Sonate nr. 1
- 1987: - Sonate nr. 1B
- 1987: - Five Preludes
- 2007: - Toccata
- 2012: - Two Reincarnations

### Werken voor harp
- 1969: - Sonatina

### Werken voor gitaar/gitaren
- 1973: - Array, stukken voor 2, 3, en 4 gitaren
- 1987: - Intersonata, voor gitaar solo
- 2013: - Suite de chorals variés, voor 8 gitaren
- - Rondo, voor 2 gitaren

### Werken voor slagwerk
- 1978: - Equali VI, voor marimbaorkest (of marimbaensemble)
- 1978: - Chamber Concerto nr. 2, voor marimba en slagwerkensemble
- 1978: - The Bells of Poe, voor slagwerkkwartet
- 1981-1982: -  Continuum, voor marimba solo
- 1999: - Sonata, voor 4 pauken, bongo's en hangende bekkens
- 2010: - Symphony for Percussion, voor slagwerkensemble (8 spelers)
- 2010: - A Knocktet, een octet voor slagwerk zonder vastgelegde toonhoogte
- 2013: - Percussion Symphony nr. 2, voor slagwerkensemble (8 spelers)

### Elektroakoestische muziek
- 1972: - Intercurrence I, voor harp en bandrecorder
- 1974: - Intercurrence II, voor piano en bandrecorder
- 1975: - Intercurrence III, voor slagwerk en bandrecorder

### Pedagogische werken
- 1990-1991: - Studies in Melodic Expression, voor solo instrument 
  1. Seven Studies voor dwarsfluit solo of altfluit
  2. Seven Studies voor klarinet solo
  3. Eleven Studies voor cello solo